# 戴弘寅
戴弘寅，浙江仙居县人，明朝政治人物。

## 生平
永樂二年（1404年）甲申科進士。后選為翰林院庶吉士，編撰永樂大典。